# Rozdzielnica szafowa

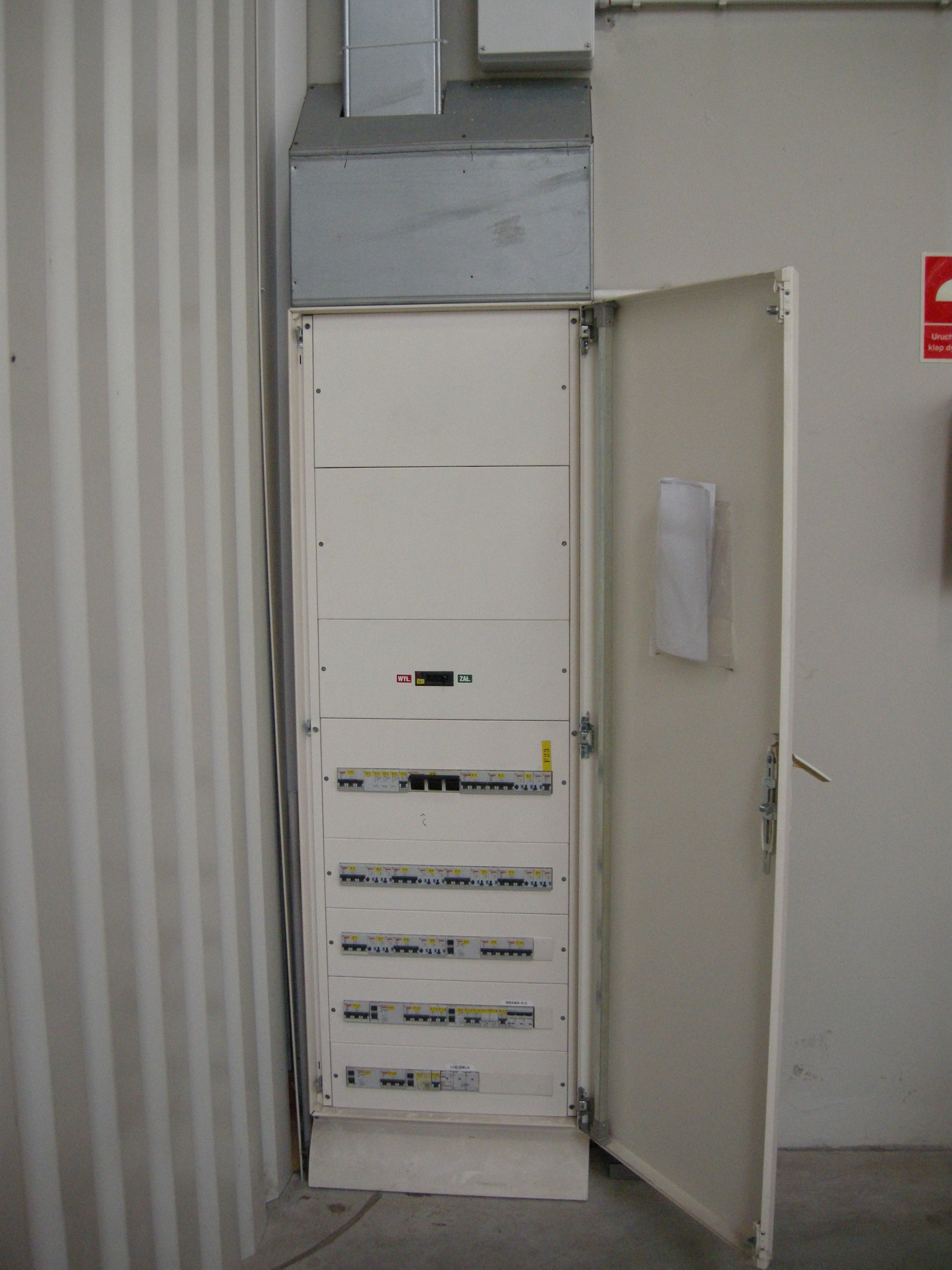
Rozdzielnica szafowa przyścienna

Rozdzielnica szafowa – rozdzielnica elektryczna niskiego napięcia służąca do rozdziału energii elektrycznej, zabezpieczenia, sterowania oraz kontroli procesów technologicznych, w której prąd roboczy mieści się w przedziale od kilkuset do kilku tysięcy amperów.

## Podział rozdzielnic szafowych
- Kryterium podziału ze względu na konstrukcję:
  - szkieletowe – wykonane z ram (szkieletu), wsporników obudowanych osłonami,
  - bezszkieletowe – wykonane z profilowanych blach skręcanych ze sobą lub spawanych, stanowią samonośną konstrukcję, na której montuje się aparaturę rozdzielczą.
- Kryterium podziału ze względu na umiejscowienie rozdzielnic:
  - wolnostojące – osłony są ze wszystkich stron a dostęp do aparatów rozdzielczych może być z dwóch lub jednej strony,
  - przyścienne – dostęp do aparatów rozdzielczych jest z jednej strony i może nie być zamontowanych osłon od strony ściany.
- Kryterium montażu aparatury:
  - jednoczłonowe – aparaty rozdzielcze montowane są na stałe do konstrukcji wsporczej,
  - dwuczłonowe – niektóre aparaty mogą być demontowalne jako łączniki wtykowe, w formie szuflad lub wysuwanych wózków.